# Mariano Cuadra Medina
Mariano Cuadra Medina (Madrid, 12 de mayo de 1912 - ibíd., 2 de marzo de 1981) fue un militar español, que alcanzó el empleo de teniente general del Ejército del Aire de España, fue jefe del Estado Mayor del Aire y ministro del Aire en dos gabinetes sucesivos, los últimos de la dictadura franquista presididos por Carlos Arias Navarro.

## Biografía
Se incorporó al Ejército en 1930, cursando los estudios de oficial en la Academia General Militar, desde donde pasaría al arma de Caballería. En 1934 obtuvo el grado de teniente. Al año siguiente obtendría el título de observador de aeroplano. En julio de 1936 se unió a la sublevación militar contra las instituciones republicanas que dio origen a la guerra civil española. Durante la misma, estuvo presente en Aragón, Asturias y la batalla del Ebro. Realizó cursos complementarios como piloto en Italia en 1937, destacando en su habilidad durante los enfrentamientos con otros aviones enemigos. En 1938 pasó por la Escuela de Caza, siendo destinado al Grupo de Caza 2-G-3, donde permanecería hasta el final de la guerra. Derribado en, al menos, tres ocasiones, sin más consecuencias, al finalizar el conflicto en España había alcanzado el grado de capitán, y poco después se le reconoció el de comandante por méritos de guerra.
Sirvió a partir de 1941 en la Segunda Guerra Mundial contra el comunismo y junto a la Alemania nazi, al mando de una Escuadrilla Azul, la 4.ª, bajo las órdenes del que había sido comandante de la Legión Condor en la guerra civil española, Wolfram von Richthofen, durante la campaña de invasión de la Unión Soviética. Fue piloto de caza de los Focke-Wulf Fw 190 y, sobre todo, los Messerschmitt Bf 109. Se le atribuyó el derribo de diez aviones enemigos. Regresó a España en 1944, siendo ascendido a teniente coronel.
En 1951 fue nombrado profesor de la Academia General del Aire. Realizó cursos en Estados Unidos durante los años 1950 para cazas a reacción. Después dirigió la base aérea de Torrejón de Ardoz y finalmente pasó a ser agregado militar en la embajada de España en el Reino Unido. Ascendió a general en 1963 y a teniente general en 1972, y ocupó la dirección del Centro Superior de Estudios de la Defensa Nacional (CESEDEN). En enero de 1974 fue nombrado ministro del Aire en sustitución de Julio Salvador y Díez-Benjumea, en el primer gobierno de Arias Navarro tras el asesinato de Luis Carrero Blanco. Volvió a ser nombrado en el segundo gobierno, formado en 1975, siendo sustituido en el primer gabinete del rey Juan Carlos I, por Carlos Franco Iribarnegaray.

## Condecoraciones
- Gran Cruz del Mérito Aeronáutico. distintivo blanco
- Gran Cruz de la Real y Militar Orden de San Hermenegildo.
- Cruz del Mérito Aeronáutico. distintivo blanco
- Placa de la Real y Militar Orden de San Hermenegildo.
- Encomienda de la Real y Militar Orden de San Hermenegildo.
- Cruz de la Real y Militar Orden de San Hermenegildo.
- Distintivo de Ascenso por Mérito de Guerra o Avance en la Escala. (Cap a Cte) (1939)

| Predecesor: Enrique Jiménez Benamú         | Jefe del Estado Mayor del Aire 1972 - 1974 | Sucesor: Ramiro Pascual Sanz         |
| Predecesor: Julio Salvador y Díez-Benjumea | Ministro del Aire 1974 - 1975              | Sucesor: Carlos Franco Iribarnegaray |